# Lista över Hawaiis regenter
Detta är en lista över kungariket Hawaiis regenter som styrde det förenade kungariket från 1810, då Kamehameha den Store blev den första kungen. till dess kungariket föll år 1893 efter en statskupp som stöddes av invandrare från USA. Därefter blev Hawaii republik och amerikanen Sanford B. Dole blev dess president.
Innan monarkin grundades leddes varje ö av en hövding som använde titeln Ali'i Nui. Titeln användes också av bland annat Kamehameha den Store.

## Hawaiis regenter
| Bild | Namn                                | Regeringstid                        | Ätt        | Förhållande till sin företrädare                  |
| ---- | ----------------------------------- | ----------------------------------- | ---------- | ------------------------------------------------- |
|      | Kamehameha I (Kamehameha den Store) | Våren 1795 – 8 maj 1819             | Kamehameha | –                                                 |
|      | Kamehameha II                       | 20 maj 1819 – 14 juni 1824          | Kamehameha | son                                               |
|      | Kamehameha III                      | 6 juni 1825 – 15 december 1854      | Kamehameha | bror; Kamehameha I:s näst äldsta son              |
|      | Kamehameha IV                       | 11 januari 1855 – 30 november 1863  | Kamehameha | brorson som adopterades av Kamehameha III         |
|      | Kamehameha V                        | 30 november 1863 — 11 december 1872 | Kamehameha | bror                                              |
|      | Lunalilo                            | 8 januari 1873 – 3 februari 1874    | Kamehameha | syssling                                          |
|      | Kalākaua                            | 12 februari 1874 – 20 januari 1891  | Kalākaua   | besläktad med Kamehameha I genom sin farfars far. |
|      | Liliʻuokalani                       | 29 januari 1891 – 17 januari 1893   | Kalākaua   | syster                                            |